# Sakrauer Spitze

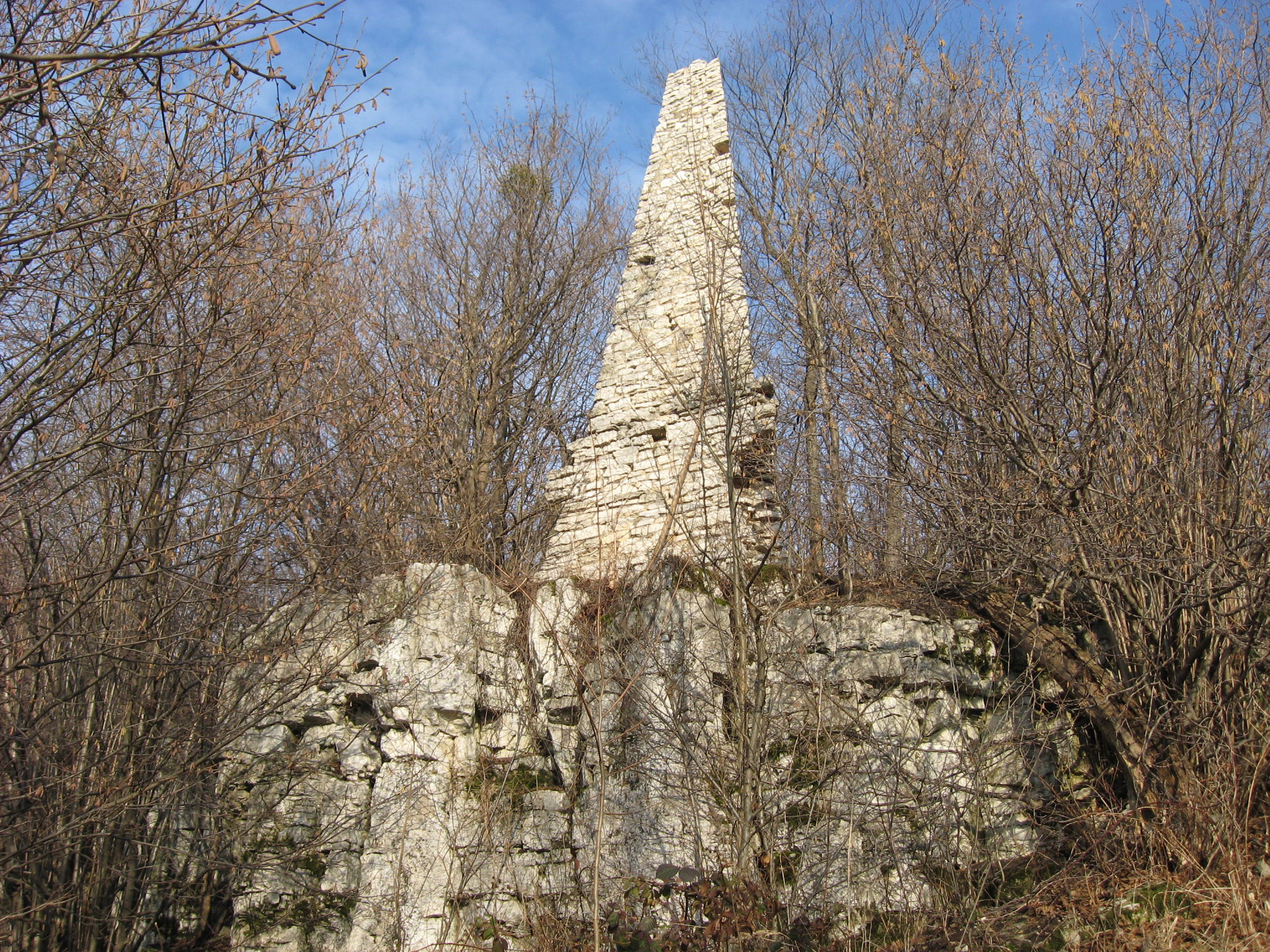
Der Obelisk

Die Sakrauer Spitze (oder auch Sakrauer Berg oder Sprentschützer Berg) ist ein Berg in Oberschlesien bei Sakrau und Dombrowka in der Gemeinde Gogolin. Der Sakrauer Berg ist mit 256 m n.p.m. der höchste Punkt in der Gemeinde.
Auf dem Berg befindet sich ein fünf Meter hoher steinerner Obelisk. Der Sakrauer Berg bot früher einen guten Blick auf die Umgebung. Da der Berg jedoch seit einigen Jahren überwuchert und verwaldet, hat man nur noch einen eingeschränkten Ausblick.
Während des Zweiten Weltkriegs befand sich ein Beobachtungsturm auf dem Berg, von dem heute noch das Fundament erhalten ist.

## Flora
Auf der Sakrauer Spitze, die sich in einer kalksteinreichen Gegend befindet, wurden Vorkommen des kalkliebenden Hügel-Veilchens (Viola collina) nachgewiesen. Das Hügel-Veilchen wurde 1857 erstmals auf dem Sakrauer Berg beobachtet.